# Villa Gordiani
La Villa Gordiani  es un parque arqueológico de Roma, situado en la via Prenestina, que protege los restos de una gran villa patricia, tradicionalmente identificada como la de la familia imperial de los Gordiani, que dio a luz a tres emperadores romanos del siglo III, Gordiano I, Gordiano II y Gordiano III.
El nombre de «Villa Gordiani» se da hoy al barrio de los alrededores.

## Historia
El complejo es citado por fuentes antiguas; según la Historia Augusta (Gordiano, xxxii.1-3),  tenía «un pórtico de doscientas columnas, con una cincuentena de columnas de mármol de Caria, una cincuentena de pórfido rojo, una cincuentena de frigio y una cincuentena de númida». Además de otras edificaciones, como las basílicas, las fuentes antiguas hablan de los baños como «uno de los mejores de Roma y sin igual en el imperio».
En el interior del complejo se construyó a mediados del siglo XIII la Tor de' Schiavi , que se basa en edificaciones antiguas. En 1422, la región pasó a ser posesión de los Colonna.
El parque, que fue establecido por el plan regulador de 1931 y que fue implementado en la década de 1960, se denomina  «Parque Arqueológico de Villa Gordiani» , y está dividido en dos sectores separados por la vía Prenestina: 'la Tor de' Schiavi y el Mausoleo de los Gordiani están en el lado izquierdo de la carretera consular.

## Complejo arqueológico

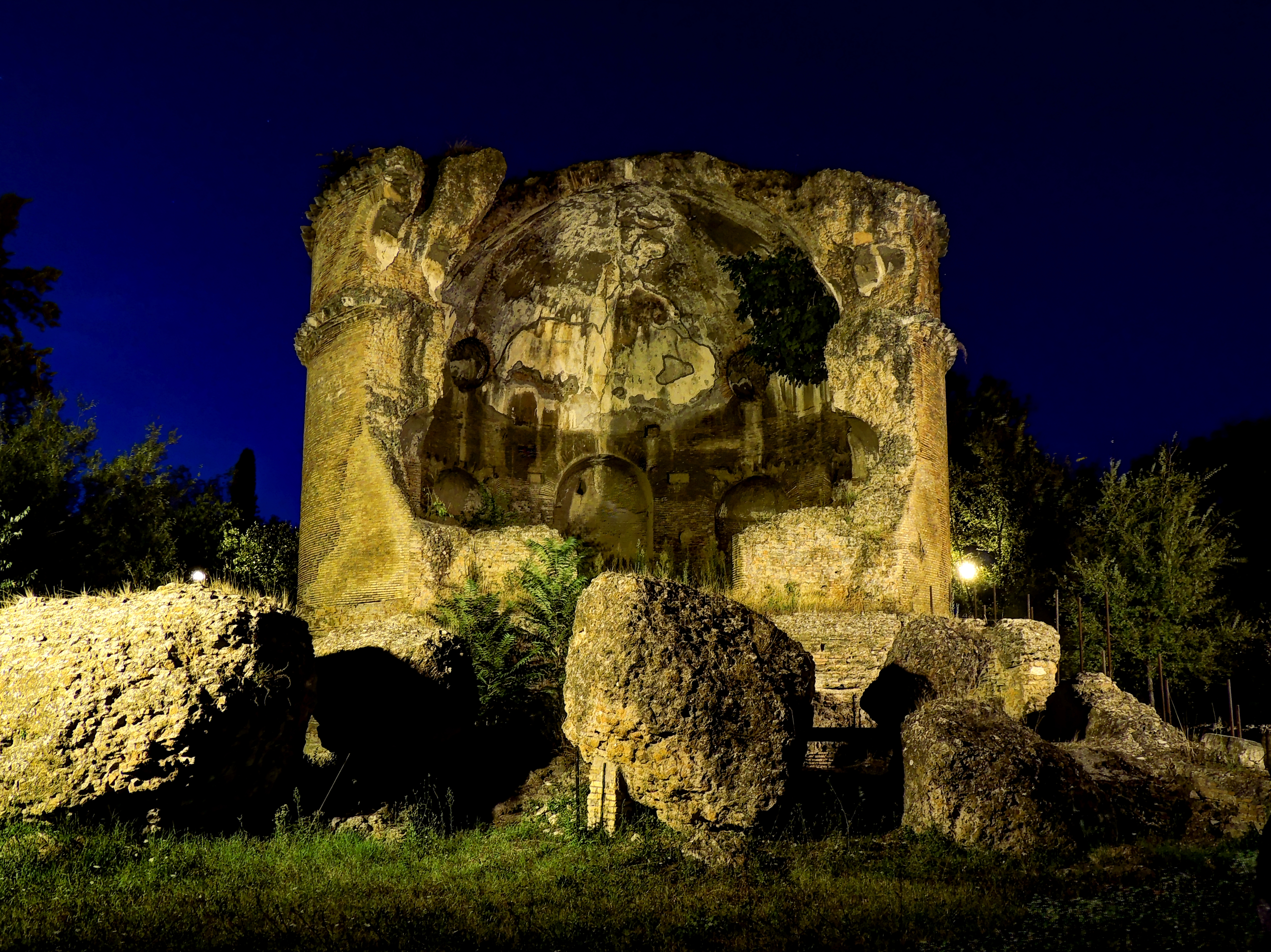
El mausoleo de noche

El área se identifica tradicionalmente con la propiedad de la familia de los Gordiani y, por lo tanto, las edificaciones, y en particular la villa patricia, se identifican con las posesiones del siglo III de esta  familia. En la Historia Augusta (Gordiano, 20.32),  se informa que en este complejo se construyeron tres basílicas  centenarias , es decir, de 100 pies de largo.
La villa patricia, todavía casi completamente enterrada por motivos de conservación, parece ser el núcleo más antiguo del parque arqueológico, incluso anterior a la instalación de la familia imperial de los Gordiani. No ha sido posible, sin embargo, datar la edificación con precisión, en parte porque el edificio ha sido objeto de múltiples reconstrucciones y ampliaciones a lo largo del tiempo, y también porque nunca se realizó por completo un estudio sistemático y exhaustivo de la villa.
Se conservan, de sucesivas épocas de la villa datadas entre los siglos II y IV, el columbario, los aljibes y el vestíbulo .
La entrada monumental a la villa, que da a la via Prenestina, es una sala octogonal, que data probablemente del período de Diocleciano - Constantino I (finales del siglo III, principios del siglo IV).
La cisterna del siglo II es de dos plantas, con dos depósitos con un techo abovedado.

### Tor de' Schiavi

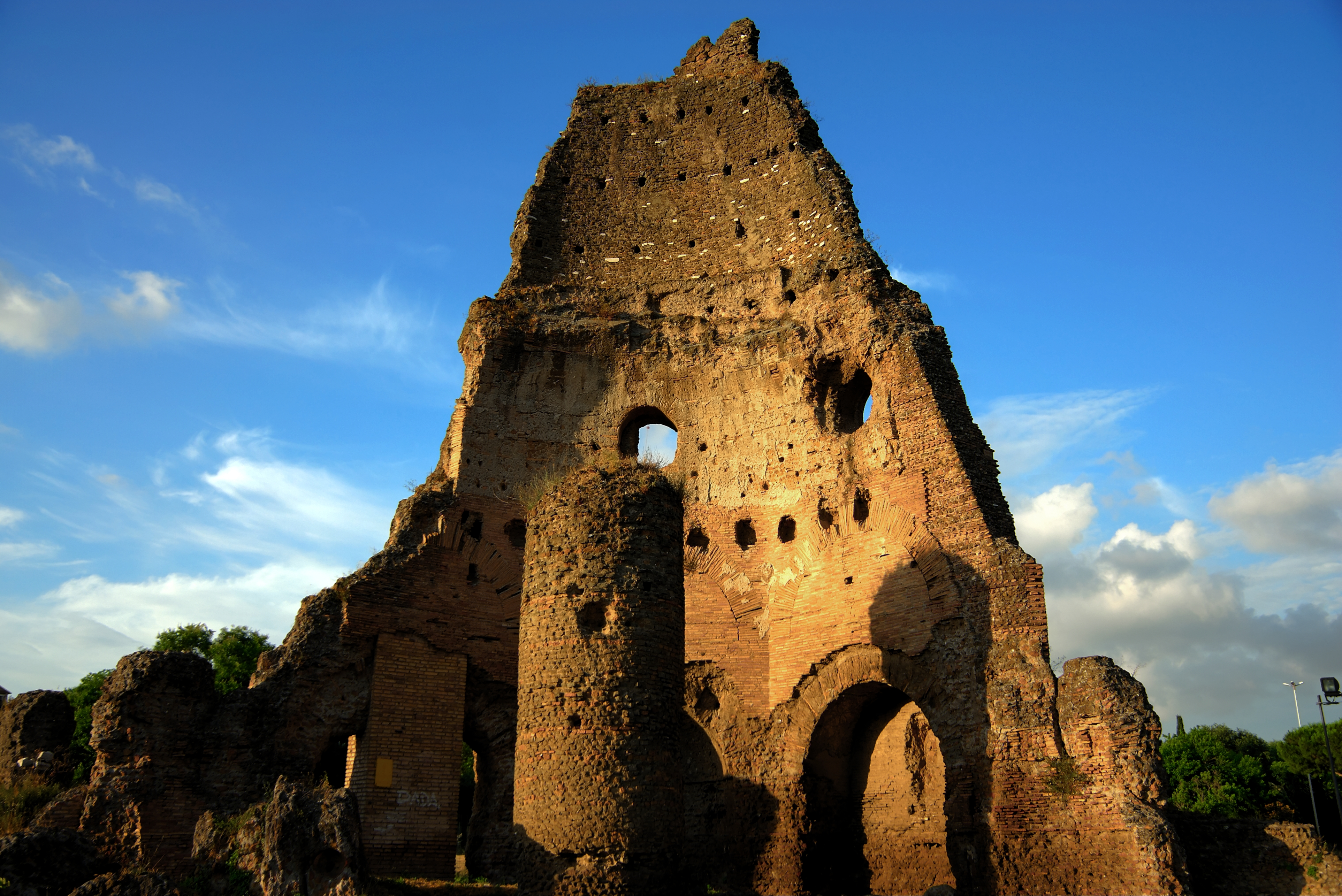
Tor de' Schiavi

Entre las ruinas se encuentran los restos de la sala Octogonal, una casa romana del siglo  III a. C., probablemente un ninfeo, sobre una base octogonal y con aberturas para iluminar el interior. La cúpula, y el sexto piso, se llenaron de ánforas para aligerar el peso.
En el  siglo XIII se construyó una torre, sostenida por un gran pilar cilíndrico, sobre la que descansaban las escaleras que conducían a las distintas plantas.
La torre fue utilizada como torre de vigilancia y en 1347 las tropas de los Colonna, que llegaban de Palestrina a Roma para luchar contra Cola di Rienzo, acamparon en esta zona. En 1422, los Colonna la adquirieron.
En 1571 la torre pasó a ser propiedad de la familia de Vincenzo Rossi dello Schiavo, de ahí el nombre actual de "Tor de' Schiavi".

## Galería de imágenes

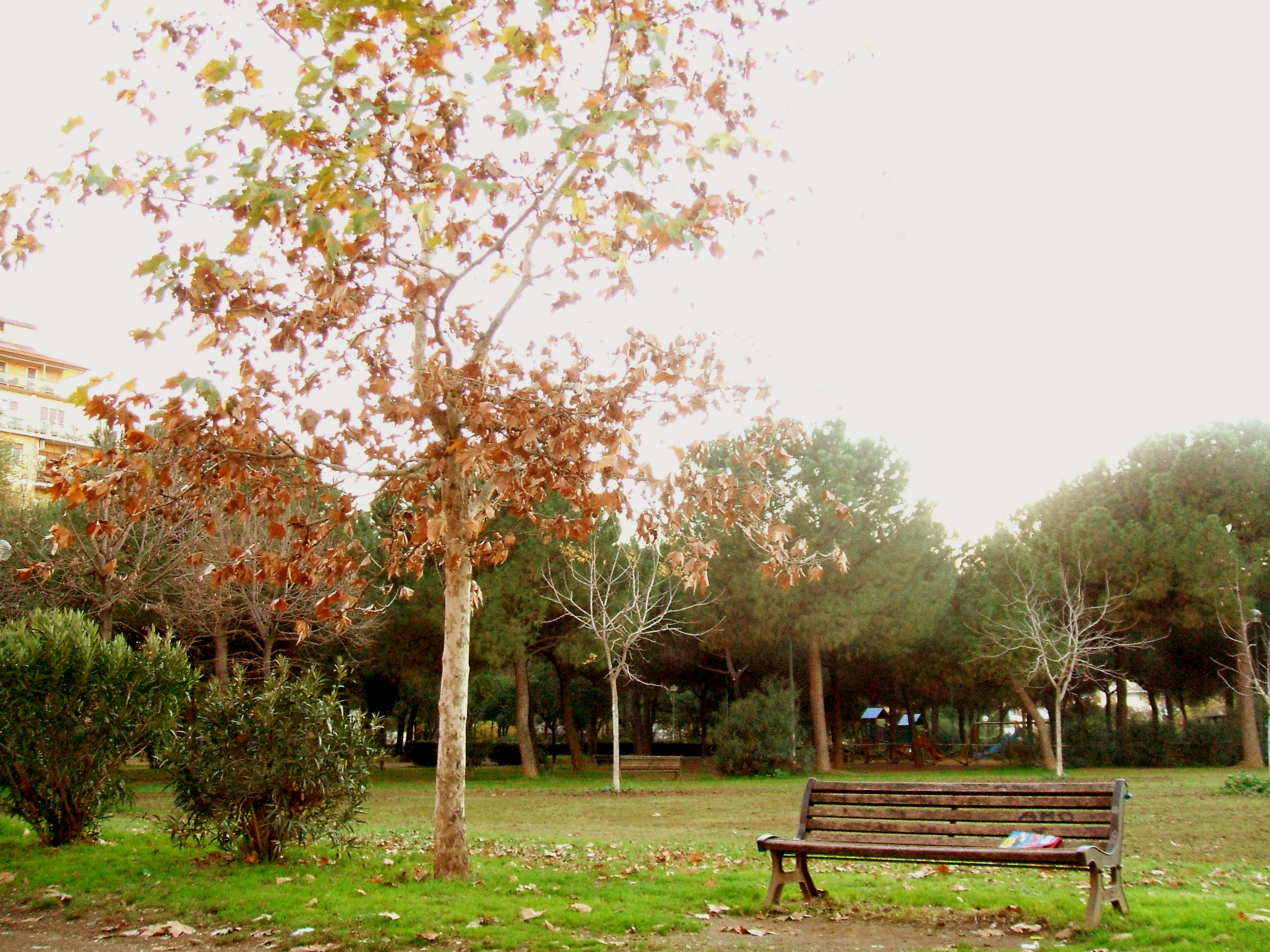
Un vistazo al parque, cerca de la entrada a via Olevano Romano
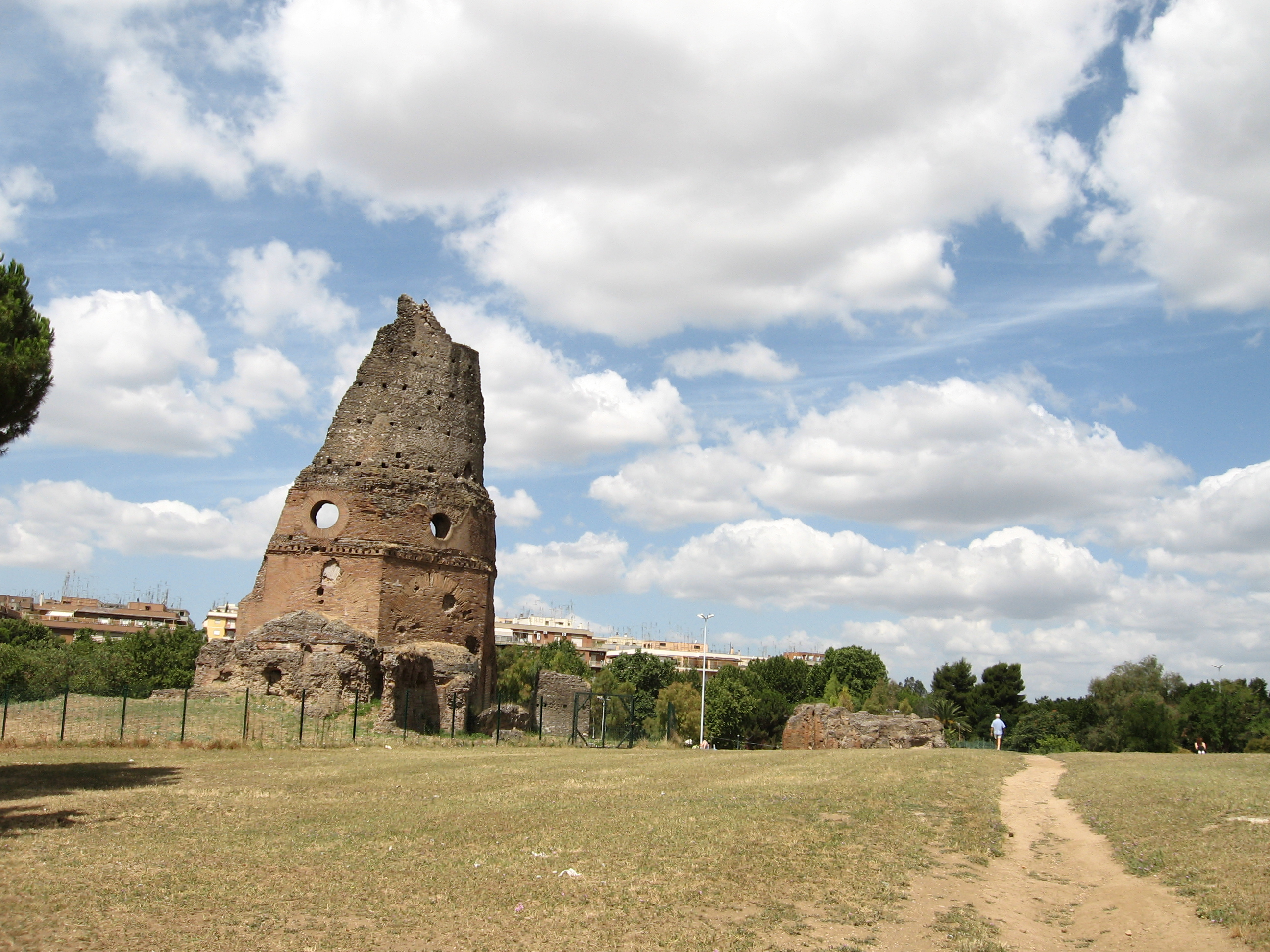
La parte del parque, donde se encuentra el "Tor de' Schiavi".
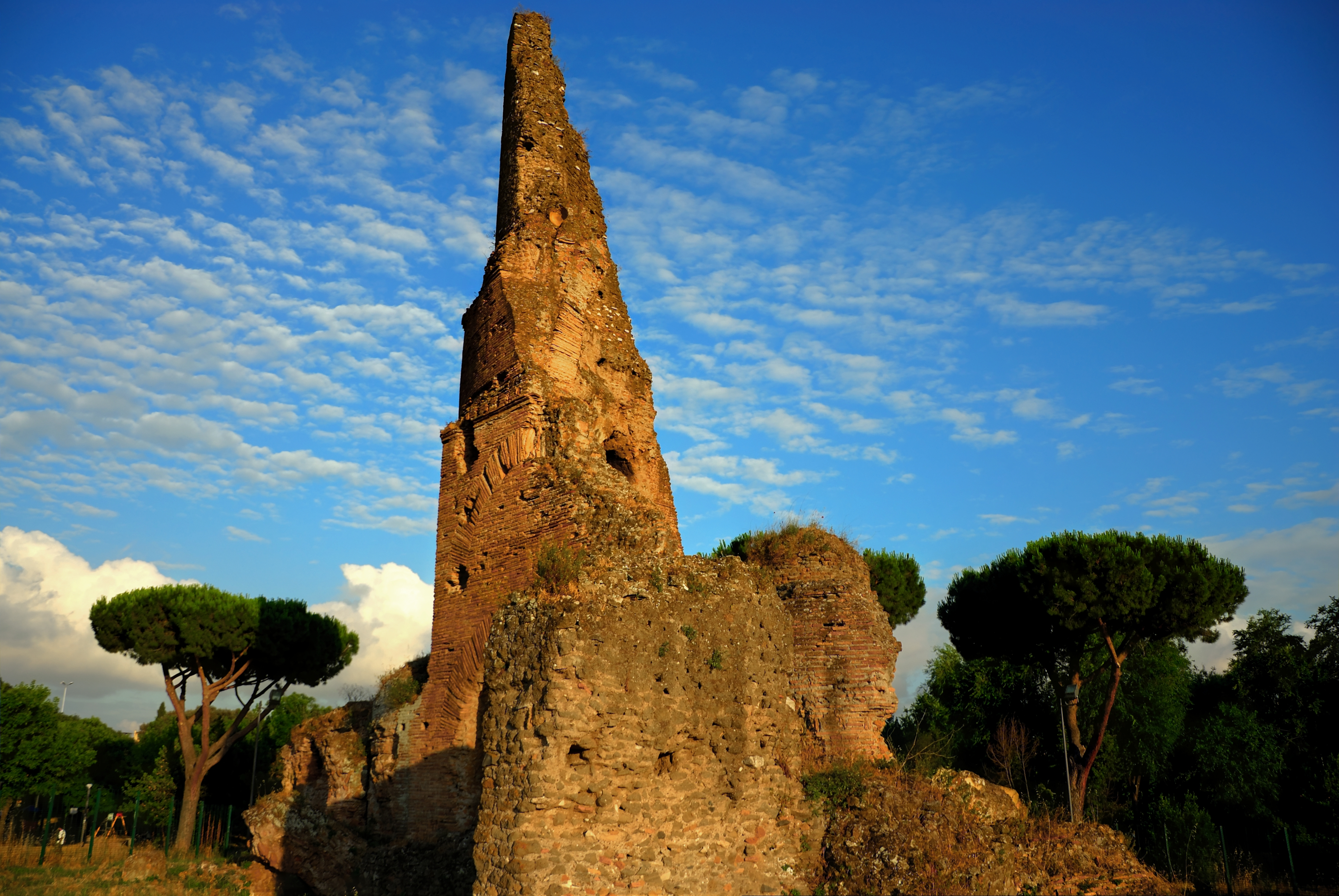
La "Tor de' Schiavi".
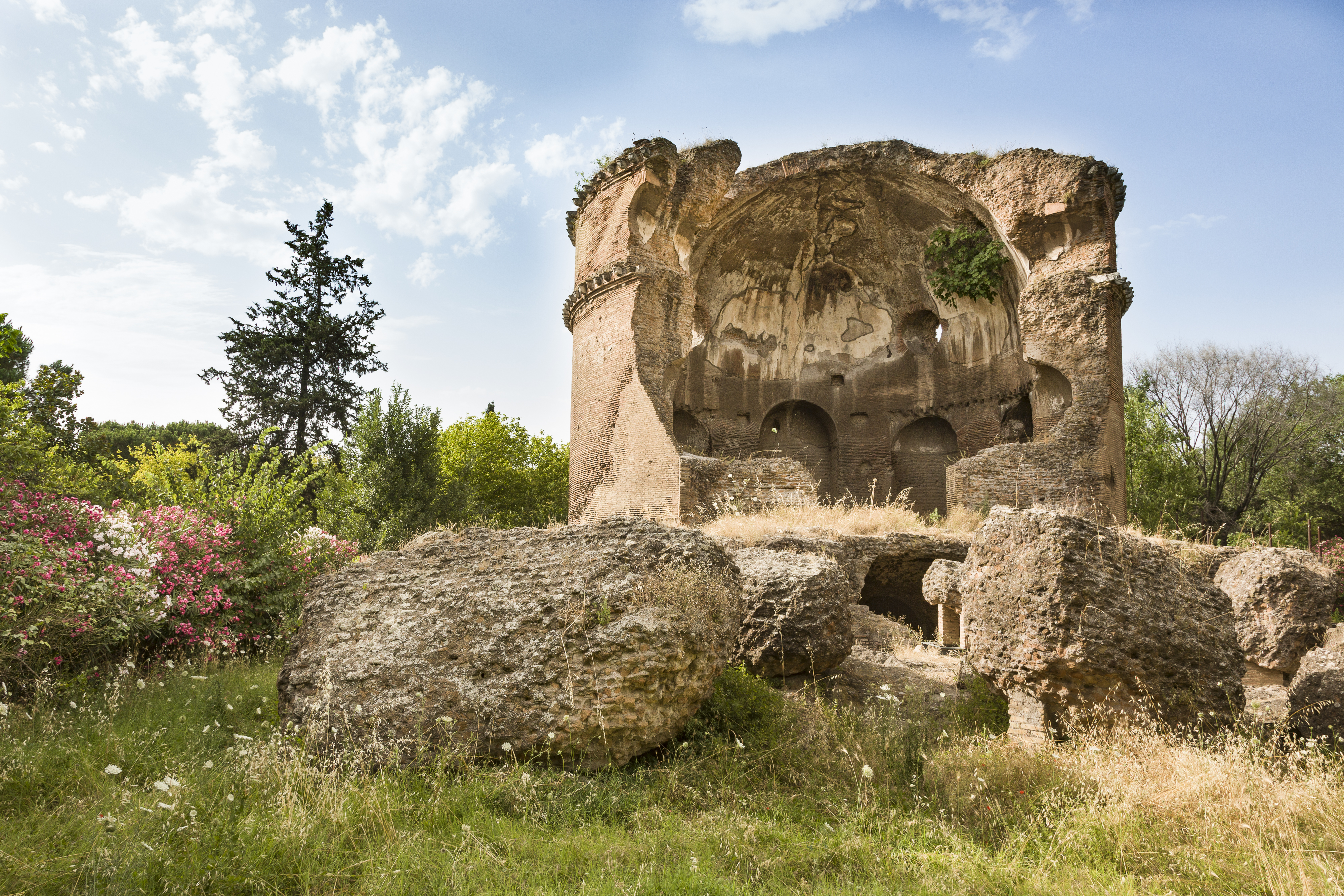
Mausoleo
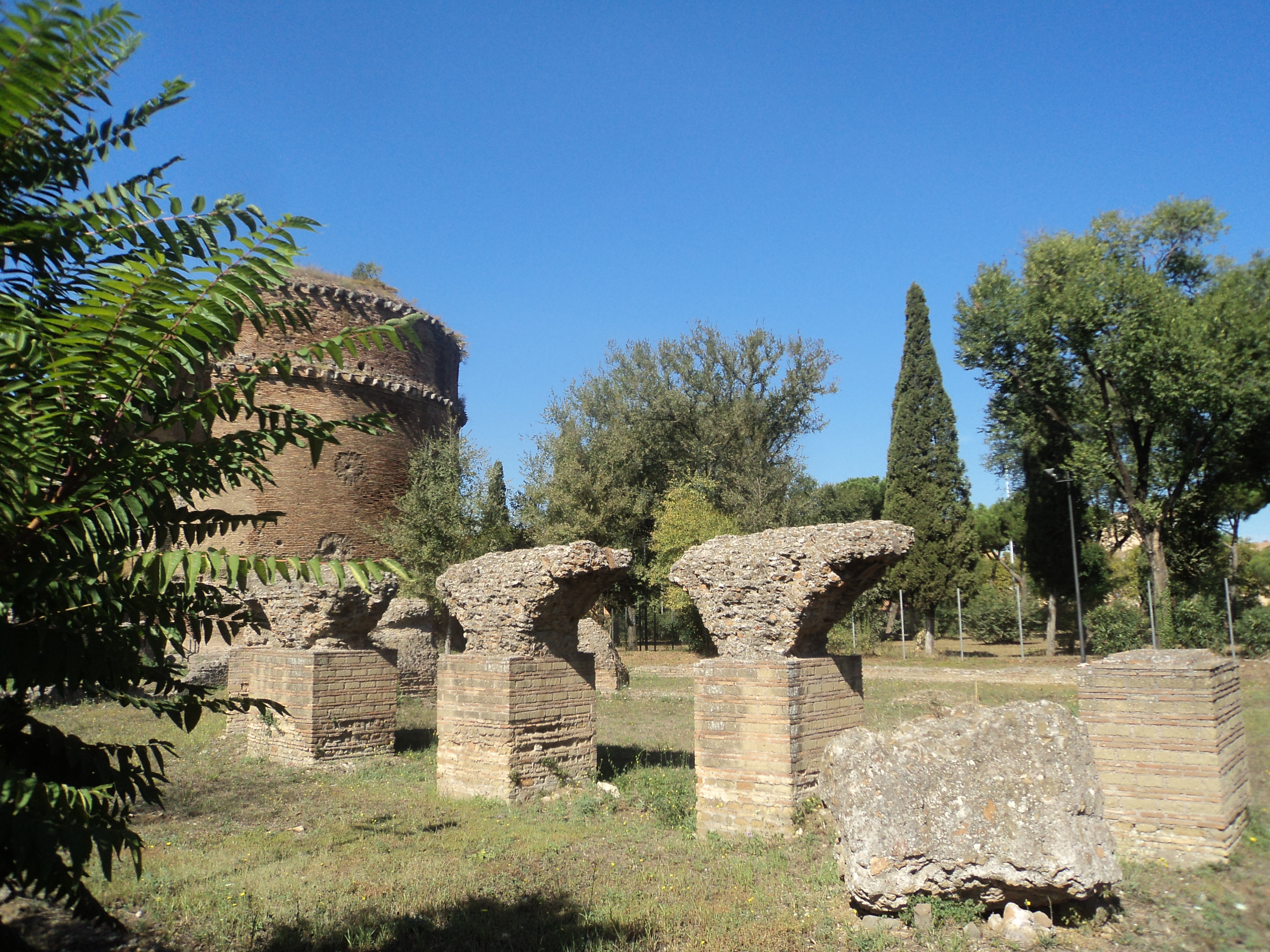
Vista del sitio
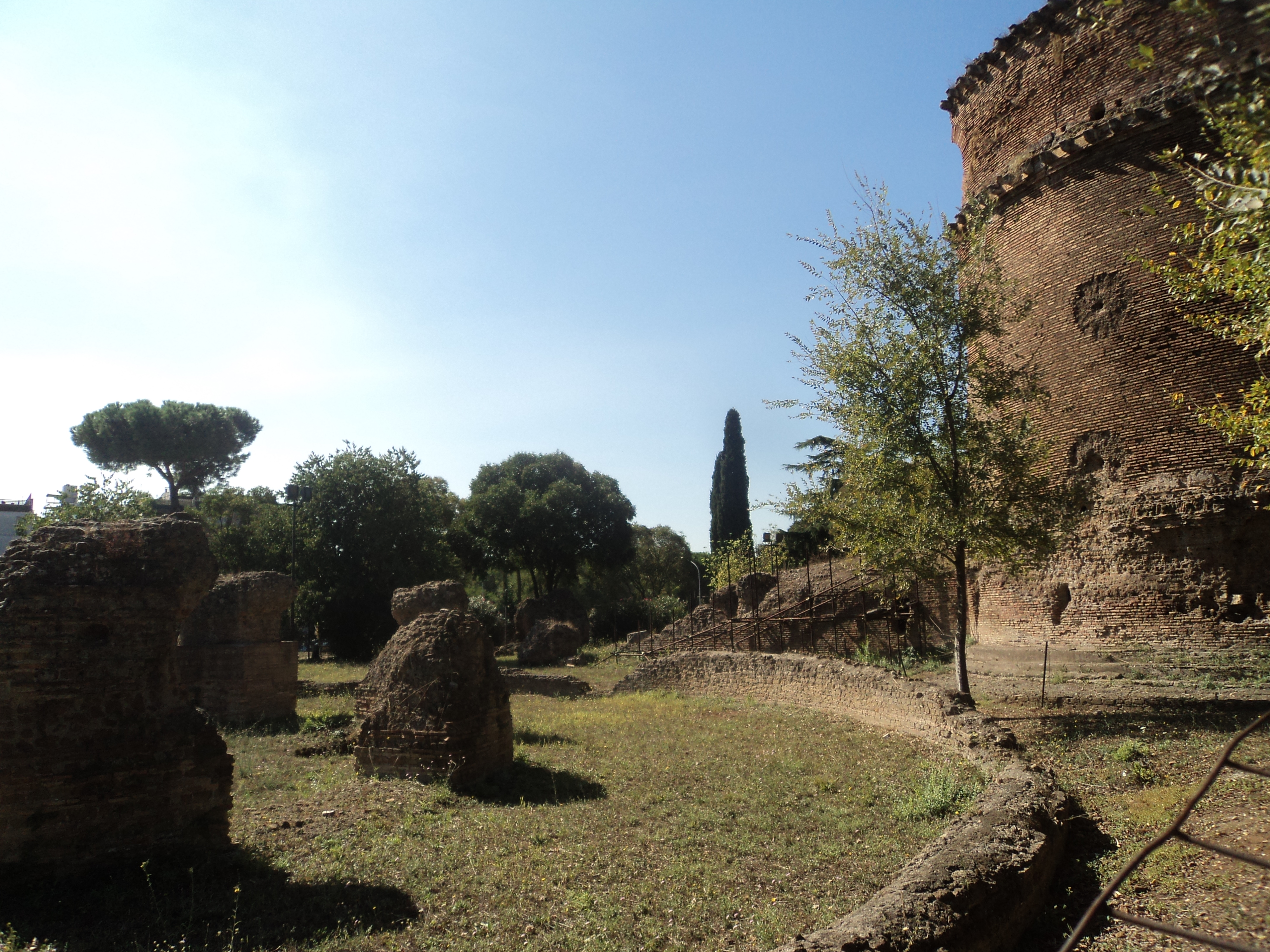
Alrededor del mausoleo